# María Teresa Ruiz
María Teresa Ruiz (sinh ngày 24 tháng 9 năm 1946) là một nhà thiên văn học người Chile. Cô là người phụ nữ Chile đầu tiên giành được giải thưởng khoa học quốc gia.

## Giải thưởng
- Presidential Chair in Science, 1996
- Huy chương Chancellor, Đại học Chile, 1996
- Giải thưởng Khoa học Quốc gia, 1997
- Huy chương Chancellor, Đại học Chile, 1998
- Thành viên Học viên Khoa học từ năm 1998
- Giải thưởng Labarca Merit, 2000